# Clara Lago
Pour les articles homonymes, voir Lago.
Clara Lago Grau [ˈklaɾa ˈlaɣo ˈɡɾaw], née le 6 mars 1990 à Torrelodones (Madrid), est une actrice espagnole.

## Biographie
Née à Torrelodones dans la communauté de Madrid, Clara débute à neuf ans, avec le film espagnol Terca Vida (2000) et dans la même année rejoint le casting de Compañeros (Antena 3) .
En 2002, elle joue dans de Le voyage de Carol, un film réalisé par Imanol Uribe pour lequel Clara est nommée pour un Prix Goya du meilleur espoir féminin.
Elle obtient aussi le prix L'Oréal du meilleur nouveau talent du cinéma espagnol, lors du 56e Festival international du film de Saint-Sébastien.
Clara est récompensée du prix Shooting Star lors de la Berlinale 2011 comme actrice principale dans le rôle de Belén dans Inside.
En 2014, l'actrice espagnole tourne Ocho apellidos vascos, une comédie d’Emilio Martínez-Lázaro. Le film devient le plus gros succès commercial de l'histoire pour un film espagnol, explosant le box-office avec 9,5 millions d’entrées. Ocho apellidos vascos enchaîne les récompenses, si bien qu'une série issue du long-métrage a été tournée. Le second volet intitulé Ocho apellidos catalanes sortira en Espagne en novembre[Quand ?].
Clara a été en couple avec l'acteur Ferran Vilajosana pendant plus de trois ans (2011-2014). Depuis avril 2014, elle était en couple avec le comédien Dani Rovira avec lequel elle a rompu au mois de mai 2019.

## Filmographie

### Cinéma
- 2000 : Terca vida de Fernando Huertas : Bea (voix).
- 2002 : El viaje de Carol de Imanol Uribe : Carol.
- 2004 : La vida que te espera de Manuel Gutiérrez Aragón : Genia.
- 2006 : Arena en los Bolsillos de César Martínez Herrada : Elena.
- 2007 : El club de los suicidas de Roberto Santiago : Laura.
- 2009 : El juego del ahorcado de Manuel Gómez Pereira : Sandra.
- 2010 : Le Pacte du mal de Oskar Santos : Ainhoa.
- 2011 : Inside de Andrés Baiz : Belén.
- 2011 : Primos de Daniel Sánchez Arévalo : Clara.
- 2012 : Twilight Love 2 de Fernando González Molina : Gin.
- 2012 : The End de Jorge Torregrossa : Eva.
- 2013 : Papa est en congé parental (Eltern) de Robert Thalheim : Isabel.
- 2013 : ¿Quién mató a Bambi? de Santi Amodeo : Mati.
- 2014 : Ocho apellidos vascos[4] de Emilio Martínez Lázaro : Amaia.
- 2014 : Against the Jab de Patrick Jerome : Penelope.
- 2015 : Ocho apellidos catalanes[6] : Amaia
- 2015 : Extinction
- 2016 : Au bout du tunnel
- 2017 : Órbita 9
- 2018 : The Passenger (The Commuter) de Jaume Collet-Serra : Eva
- 2019 : Une catastrophe n'arrive jamais seule (Gente que viene y bah) de Patricia Font : Bea
- 2019 : La conspiration des belettes (El cuento de las comadrejas) de Juan José Campanella : Bárbara Otamendi
- 2020 : Crónica de una tormenta de Mariana Barassi : Miky
- 2024 : Les clans de la coke

### Télévision
- 2000-2002 : Compañeros (série télévisée espagnole)
- 2004-2007 : Hospital Central (série télévisée espagnole)
- 2007-2008 : Los hombres de Paco (série télévisée espagnole)
- 2015 : Comment j'ai failli rater mon mariage (téléfilm) : Tatiana
- 2017 : Flynn Carson et les Nouveaux Aventuriers (série)

## Distinctions
- 2003 : Nommée au Prix Goya dans la catégorie nouvelle meilleure actrice dans un drame, El viaje de Carol (2002).
- 2004 : Lauréate du prix lors des Toulouse Cinespaña de la nouvelle meilleure actrice dans un drame, La vida que te espera (2004).
- 2011 : Lauréate du prix Shooting Stars de la Berlinale lors des Berlin International Film Festival.